# Feuerwehrmuseum der Stadt Arnsberg
Das Feuerwehrmuseum der Stadt Arnsberg ist ein Museum der Stadt Arnsberg. Es trägt die Selbstbezeichnung BRENNPUNKT und befindet sich direkt am Arnsberger Bahnhof.

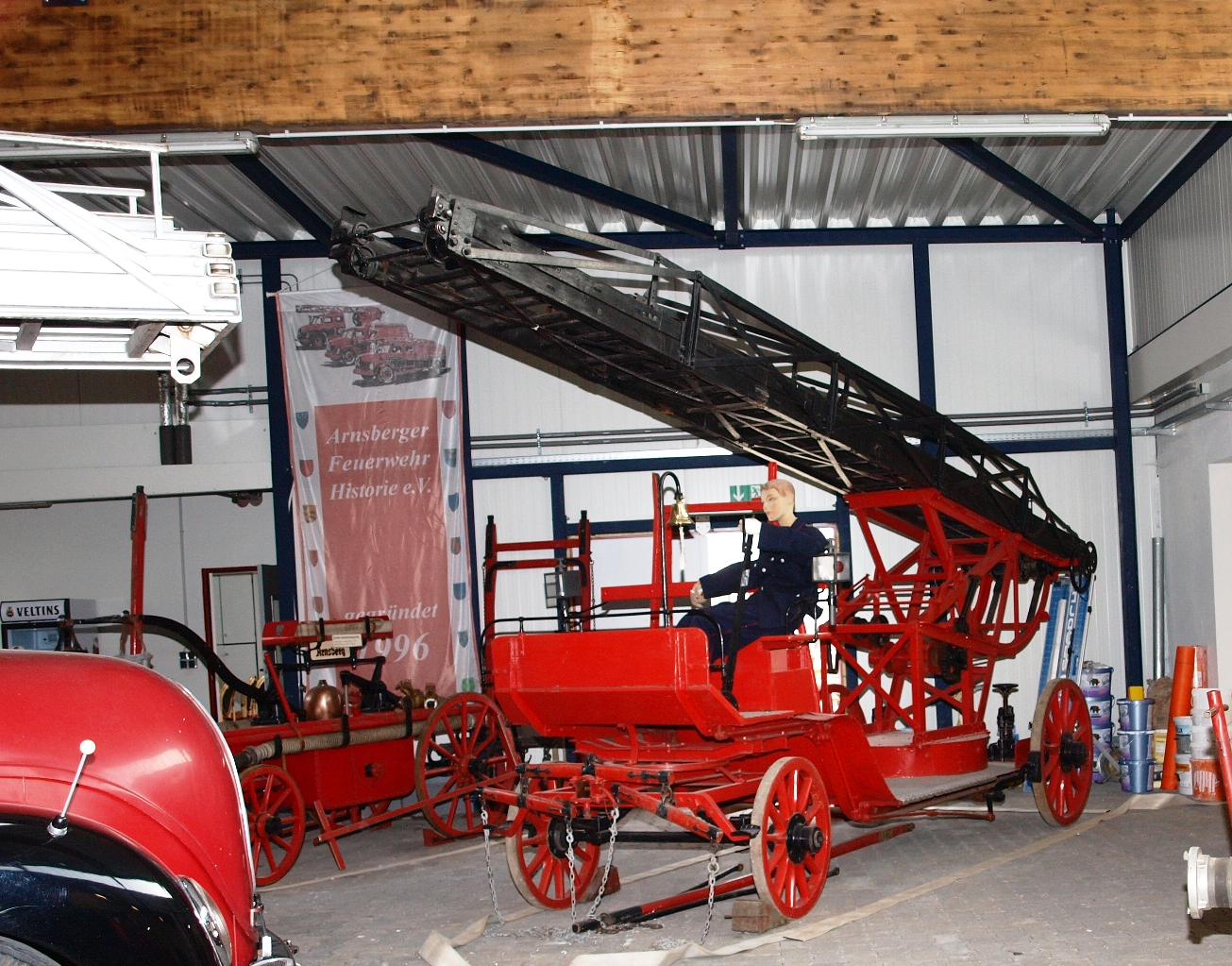
Pferdegezogene Feuerwehrdrehleiter im Feuerwehrmuseum Arnsberg

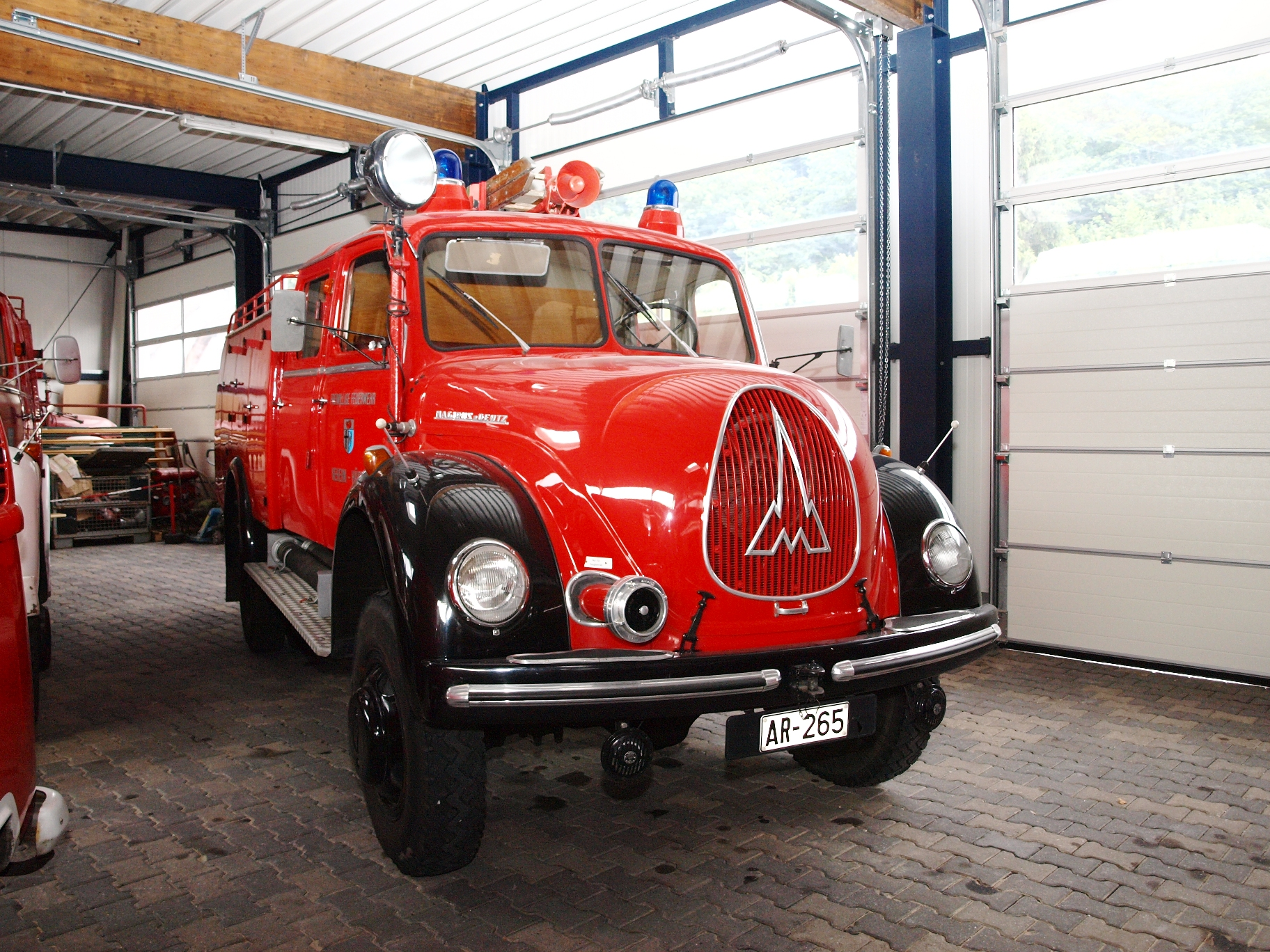
Magirus-Deutz Tanklöschfahrzeug

## Geschichte
Ursprünglich befand sich die Sammlung in einem Fachwerkbau auf dem Schlossberg. Das Museum wurde am 8. Mai 1971 eröffnet. Es wurde von der Stadt Arnsberg unterhalten und von der Feuerwehr der Stadt aufgebaut. Im Jahr 1990 wurde das Gebäude renoviert, befindet sich aber dennoch mittlerweile in einem schlechten baulichen Zustand. Neben dem städtischen Museum existiert seit 1996 ein Verein Arnsberger-Feuerwehr-Historie e. V., der ebenfalls Exponate, darunter auch ausgemusterte Feuerwehrwagen, sammelt.  

## Gegenwart
Im Zuge der Umgestaltung des Arnsberger Bahnhofs und des Bahnhofumfeldes wurde eine ehemalige Schreinerei am West-Lothian-Platz von dem Verein umgebaut, um die dann zusammengelegten Sammlungen an einem Ort präsentieren zu können. Das neue Museum wurde am Pfingstwochenende 2012 feierlich eröffnet. Zugänglich ist das Museum zurzeit immer an den Wochenenden der ungeraden Kalenderwochen.

## Sammlung
Das Museum verfügt neben einer umfangreichen Sammlung von Feuerwehruniformen und kleineren Ausrüstungsgegenständen über verschiedene alte Feuerspritzen. Die älteste stammt aus Brunskappel und datiert aus dem Jahre 1764.
In einer Fahrzeughalle werden eine Reihe von Feuerwehrfahrzeugen unterschiedlicher Generationen gezeigt.